# Stilifer
Stilifer is een geslacht van weekdieren uit de klasse van de Gastropoda (slakken).

## Soorten
- Stilifer akahitode Habe & Masuda, 1990
- Stilifer astericola Broderip, 1832
- Stilifer barroni A. Adams, 1854
- Stilifer birtsi (Preston, 1904)
- Stilifer celebensis Kükenthal, 1897
- Stilifer concavus Warén, 1980
- Stilifer guentheri (Angas, 1877)
- Stilifer inflatus Warén, 1980
- Stilifer kawamurai (Habe, 1976)
- Stilifer linckiae P. Sarasin & F. Sarasin, 1887
- Stilifer ovoideus H. Adams & A. Adams, 1853
- Stilifer pisum Habe, 1953
- Stilifer quadrasi O. Boettger, 1893
- Stilifer utinomii Habe, 1951
- Stilifer variabilis O. Boettger, 1893